# Ванадинит
Ванадинит је минерал који припада апатитској групи фосфата и има хемијску формулу Pb5(VO4)3Cl. Јавља се у облику шестоугаоних кристала, који могу бити призматични или закривљени. Боја му варира од мркожуте до црвенкасте са разним прелазним нијансама. Сјај му је смоласт или дијамантски, а огреб бео или жућкаст. То је редак минерал и среће се уз минерале олова. 
Он је један од основних индустријских сировина за добијање ванадијума и мањи извор олова. Главна лежишта се налазе у Русији, Аустрији, Уједињеном Краљевству, ДР Конгу, северној Африци, Аргентини и Северној Америци.